# Suchoje (stacja kolejowa)
Suchoje (ros. Сухое, krl. Suhoje) – stacja kolejowa wśród tajgi, w rejonie biełomorskim, w Karelii, w Rosji. Położona jest na linii Biełomorsk – Obozierskij, w znacznym oddaleniu od osad ludzkich. Najbliższą miejscowością jest Suchoje.